# Diporiphora sobria
Diporiphora sobria — вид ігуаноподібних ящірок родини агамових (Agamidae). Ендемік Австралії.

## Поширення і екологія
Diporiphora sobria мешкають на півдні Кімберлі на півночі Західної Австралії, в регіоні Топ-Енд на Північній Території, а також на крайньому заході Квінсленду. Вони живуть в саванах і рідколіссях.